# Bazylika Wniebowzięcia Najświętszej Marii Panny w Węgrowie
Bazylika pw. Wniebowzięcia Najświętszej Marii Panny oraz świętych: Piotra, Pawła, Andrzeja i Katarzyny w Węgrowie – kościół parafialny i kolegiacki w Węgrowie. Od 1997 bazylika mniejsza.

## Historia
Pierwszy kościół parafialny w Węgrowie został ufundowany w 1414 przez Piotra Pilika herbu Rogala. W 1509 została ufundowana kolejna fara pod wezwaniem św. Barbary.

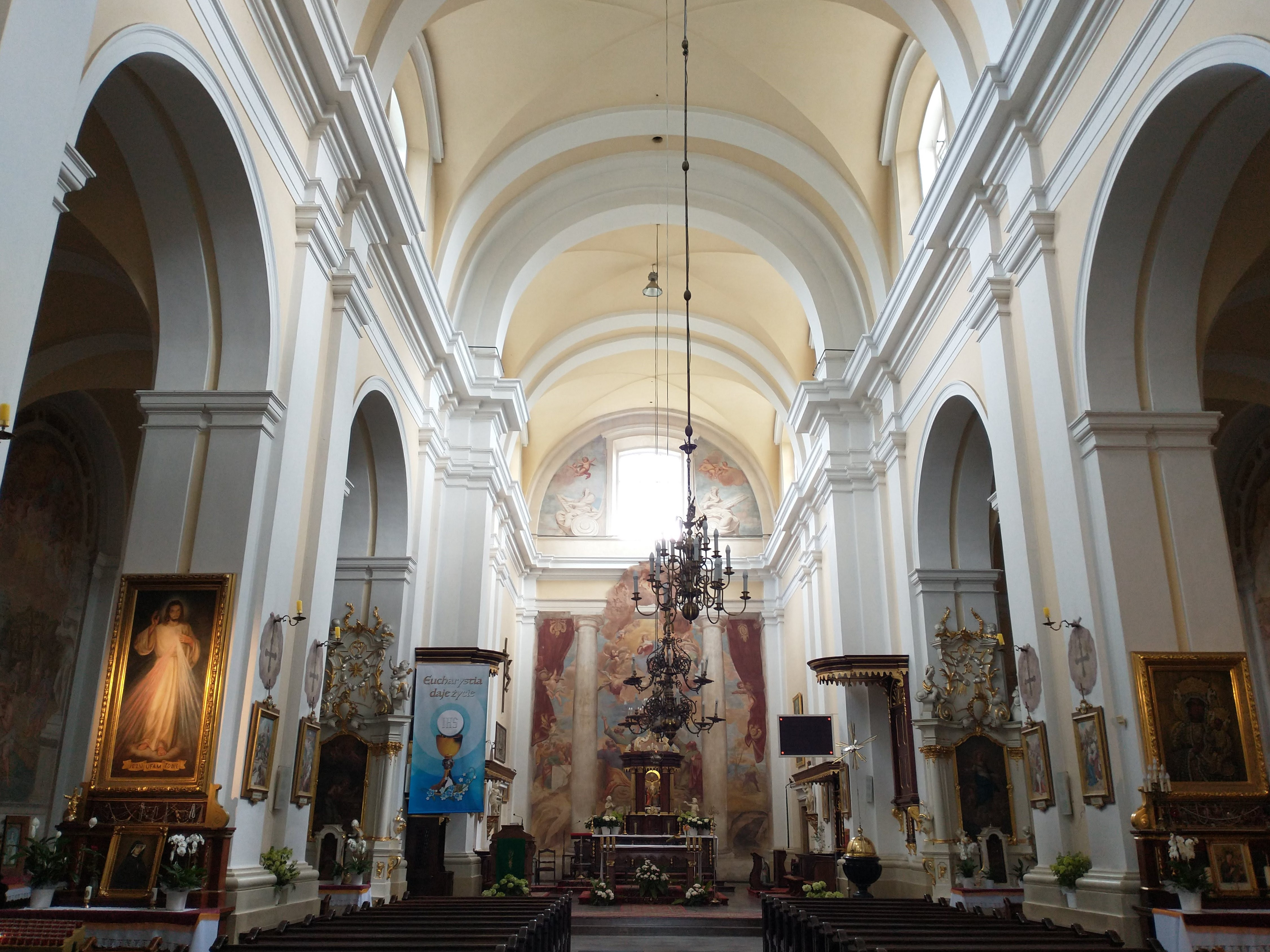
Wnętrze

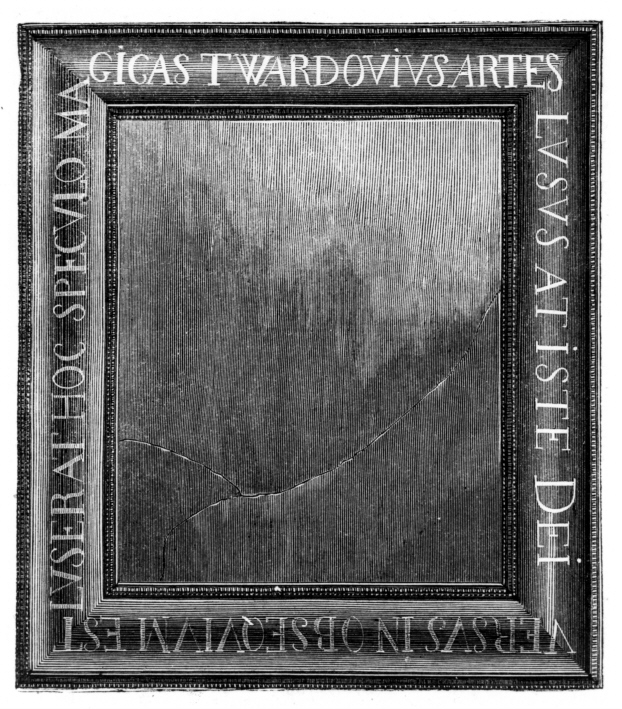
Lustro Twardowskiego

Obecny kościół parafialny powstał zapewne w stylu gotyckim w pierwszej połowie XVI wieku z fundacji Kiszków. W 1558 Anna z Radziwiłłów Kiszczyna, propagatorka i protektorka protestantyzmu w Wielkim Księstwie Litewskim odebrała kościół katolikom, usunęła proboszcza i przekazała nowo powstałą świątynię założonemu przez siebie zborowi kalwińskiemu. Za sprawą Jana Kiszki i węgrowskiego pastora Piotra z Goniądza w 1565 kościół przeszedł pod władanie zboru braci polskich. Powrócił jednak w ręce ewangelików reformowanych w 1592.
W 1630 kościół parafialny został zwrócony katolikom. W 1703 podczas wojny północnej świątynia spłonęła. Została odbudowana w stylu barokowym według projektu Tylmana z Gameren przez architektów Carlo Ceroniego i Jana Reisnera. W 1707 opiekę nad parafią i kościołem przejęli bartolomici. Nowy kościół został konsekrowany w 1711 przez biskupa łuckiego Aleksandra Benedykta Wyhowskiego.
W 1839 po kasacie kolegium bartolomitów w Węgrowie kościół opuścili księża bartoszkowie, a świątynia została przekazana w ręce duchowieństwa diecezjalnego.
9 września 1939 kościół został zbombardowany. Przez okres II wojny światowej był zamknięty. Po zakończeniu działań wojennych przywrócono mu funkcje parafialne.
24 grudnia 1992 biskup drohiczyński Władysław Jędruszuk ustanowił przy kościele Wniebowzięcia Najświętszej Marii Panny w Węgrowie kapitułę oraz wyznaczył świątynię kolegiatą diecezji drohiczyńskiej. 28 lutego 1996 biskup drohiczyński Antoni Pacyfik Dydycz ogłosił kościół kolegiacki sanktuarium maryjnym na prawie diecezjalnym. 4 kwietnia 1997 papież Jan Paweł II ustanowił kolegiatę węgrowską bazyliką mniejszą.

## Opis kościoła
Kościół parafialny w Węgrowie zbudowany jest na planie prostokąta, trójnawowy, przykryty sklepieniem kolebkowo-krzyżowym. Nawy boczne są znacznie węższe od głównej. Fasada świątyni jest typowo barokowa, z trójkątnym szczytem zwieńczonym krzyżem łacińskim oraz figurami świętych apostołów Piotra i Pawła. Po bokach fasady znajdują się dwie charakterystyczne wieżyczki gotyckie pozostałe z dawnego kościoła obronnego.

## Wnętrze kościoła
We wnętrzu kościoła znajduje się zespół barokowych fresków wykonanych w duchu kontrreformacji autorstwa florenckiego malarza Michała Anioła Palloniego z lat 1707–1708. W prezbiterium uwagę zwraca wspaniała scena Wniebowzięcia Najświętszej Marii Panny.

## Dodatkowe informacje
- W XVI wieku przy kościele znajdował się cmentarz braci polskich.
- W 1969 w kościele parafialnym w Węgrowie brał ślub Lech Wałęsa z pochodzącą z podwęgrowskiej wsi Krypy Danutą.
- W zakrystii kościoła znajduje się kolekcja interesujących portretów z XVIII wieku oraz Lustro Twardowskiego – według legendy magiczny artefakt[3].